# قانون زندگی
قانون زندگی فیلمی به کارگردانی و نویسندگی جمشید شیبانی محصول سال ۱۳۴۳ است.

## بازیگران
- آذر شیوا
- یداله شیراندامی
- احمد قدکچیان
- مهین معاون زاده
- اکبر خواجوی
- شهریار
- عزیزی
- عبداله محمدی
- محمود حقی
- انوشیروان خواجوی
- محمد سیفی